# Cynara auranitica
Cynara auranitica là một loài thực vật có hoa trong họ Cúc. Loài này được Post mô tả khoa học đầu tiên năm 1893.